# مكتبة الشيخ عيسى بن سلمان الخليفة الوطنية
المكتبة الوطنية الشيخ عيسى بن سلمان الخليفة هي المكتبة الوطنية البحرينية، وتتولى مهمة الإيداع القانوني في البلاد. وهي تحتوي على مصادر متنوعة وتقدم خدمات عديدة. وقد افتتحت في 18 ديسمبر 2008 ، وتقع بالحورة، بشارع المعارض.

## وظائفها
تعمل المكتبة الوطنية البحرينية على إنجاز الوظائف التالية:
- التشجيع على القراءة والبحث والإطلاع وتقديم الخدمات المكتبية المتطورة لجميع المستفيدين.
- جمع وحفظ النتاج الفكري الوطني بمختلف أشكاله والإعلام عنه من خلال إصدار الببليوغرافيات الوطنية، والعمل على إيداعه بالمكتبة.
- جمع وحفظ المخطوطات والوثائق والكتب النادرة والمطبوعات الحكومية بمختلف أشكالها.
- توفير مصادر المعرفة المختلفة بكافة أشكالها
- تنمية تبادل المطبوعات مع المكتبات الوطنية ومراكز المعلومات الأخرى.

## أنشطتها
تتمثل أهم أنشطة المكتبة الوطنية البحرينية فيما يلي:
- إصدار الببليوغرافيات الوطنية:  للمحافظة على النتاج الفكري المحلي والتعريف به.
- إصدار الكشافات :المتعلقة بمحتويات المجلات وخاصة منها الصادرة في البحرين.
- إصدار أرقام الإيداع: حيث أن تودع بهذه المكتبة جميع المطبوعات الورقية والإلكترونية التي تصدر في مملكة البحرين.
- تدريب العاملين بالمكتبات في القطاعين العام والخاص.

## خدماتها
أهم الخدمات التي تقدمها المكتبة الوطنية البحرينية هي:
- الإعارة: الداخلية والخارجية لجميع المستفيدين من البحرينيين والمقيمين بالبلاد.
- الخدمة المرجعية: وتتمثل هذه الخدمة في توفير المراجع والمصادر والمعلومة المطلوبة للمستفيدين.
- الإحاطة الجارية : وتتمثل في استعراض الوثائق ومصادر المعرفة المختلفة التي تصل إلى المكتبة، واختيار المواد التي تناسب احتياجات المستفيدين وإعلامهم بها.
- البحث الآلي في قواعد ونظم المعلومات: وهي خدمة نظام استرجاع المعلومات والبيانات بشكل فوري ومباشر عن طريق الحاسوب والمحطات الطرفية.
- مكتبة الطفل: وهي موجهة للأطفال بمختلف أعمارهم حيث تقدم لهم كتب ورقية وإلكترونية...
- خدمات ذوي الاحتياجات الخاصة: حيث توفر المكتبة المطبوعات الورقية الصادرة بطريقة (برايل) وكذلك توفير الحواسيب الخاصة بهم للاستفادة من المعلومات المخزنة في قواعد البيانات الخاصة بالمكتبة أو عبر شبكة الإنترنت.
- تصوير مصادر المعلومات

## أرصدتها
عند افتتاحها في ديسمبر 2008، كانت المكتبة الوطنية البحرينية تضم:
- 75 ألف مجلد، تم نقل 50 ألفا منها من مكتبة المنامة العامة التي أغلقت عام 2006.
- 2200 رسالة ماجستير ودكتوراه قدمها باحثون بحرينيون، نوقشت في جامعات بحرينية أو بالخارج،  70 في المئة من هذه الرسائل بالإنجليزية والباقي بالعربية.
- 4400 مؤلف بحريني تغطي حقولا معرفية مختلفة.
- أكثر من 2000 مخطوطة، توثق تاريخ البحرين.

## وصلة خارجية
- موقع المكتبة